# Maidana fumipicta
Maidana fumipicta là một loài bướm đêm trong họ Geometridae.